# أ. جاي نيكلسون
أ. جاي نيكلسون (بالإنجليزية: A. J. Nicholson)‏ هو لاعب كرة قدم أمريكية أمريكي، ولد في 25 يونيو 1983 في واشنطن العاصمة في الولايات المتحدة.

## وصلات خارجية
- أ. جاي نيكلسون على موقع مرجع كرة القدم المحترفة.كوم (الإنجليزية)